# Cards Against Humanity
Cards Against Humanity er et selskabsspil, som er udgivet i flere engelsksprogede versioner. Det består af sorte spørgsmålskort og hvide svarkort. Spillet går ud på, at spillerne ved brug af de hvide kort skal finde det mest passende svar på det stillede spørgsmål. Spillet indeholder:
- 90 sorte spørgsmålskort
- 460 hvide svarkort
- et sæt spilleregler

Flere spil, herunder det danske Det dårlige selskab, er inspireret af Cards Against Humanity.

## Hawaii 2
Hawaii 2, også kendt under navnet Birch Island, er en privat ø i søen St. George Lake nær byen Liberty, Maine i USA. Den blev købt i oktober 2014 af firmaet bag Cards Against Humanity.